# La Carrera Panamericana
La Carrera Panamericana è un film documentario del 1992, diretto da Ian McArthur, con la colonna sonora dei Pink Floyd.

## Il film
Nell'ottobre del 1991 David Gilmour e Nick Mason parteciparono, insieme al loro manager Steve O'Rourke, alla gara automobilistica chiamata Carrera Panamericana, rievocativa della celebre "Carrera Mexicana" e dedicata ad automobili d'epoca.
Alla gara partecipavano 120 automobili e 240 piloti; i due membri dei Pink Floyd parteciparono con le loro due Jaguar C-Type del 1952.
Il documentario non racconta la "storia" della gara, ma mostra uno spaccato della vita del Messico, attraverso la Carrera Panamericana, partendo dal Messico meridionale fino ad arrivare al confine del Texas, a 3200 km di distanza.
Oltre a Gilmour, Mason e Wright, gli altri musicisti che hanno preso parte alla colonna sonora sono i seguenti: Jon Carin, Guy Pratt, Gary Wallis e Tim Renwick.

## Track list
La track list presenta brani già pubblicati in precedenti album e altri brani inediti.
- "Yet Another Movie" (Gilmour/Leonard)
- "Sorrow" (Gilmour)
- "Signs of Life" (Gilmour/Ezrin)
- "Country Theme" (Gilmour)  (inedito)
- "Mexico '78" (Gilmour) (inedito)
- "Big Theme" (Gilmour) (inedito)
- "Run Like Hell" (Gilmour/Waters)
- "One Slip" (Gilmour/Manzanera)
- "Small Theme" (Gilmour) (inedito)
- "Pan Am Shuffle" (Gilmour/Wright/Mason) (inedito)
- "Carrera Slow Blues" (Gilmour/Wright/Mason) (inedito)